# Real Flota Auxiliar
La Real Flota Auxilar (en inglés: Royal Fleet Auxiliary) es la que proporciona a la Marina Real británica el combustible, alimentos y demás necesidades en alta mar. Cuenta con buques de reparación en alta mar, buques de operaciones anfibias, petroleros de la flota, buques de alimentos y transporte. Su personal es civil, aunque en operaciones suele ser apoyado por contingentes de la marina, infantería de marina e incluso del Real Cuerpo de Logística del ejército británico.

## Historia
Fue establecida en 1905 para proporcionar carbón a los buques de la Royal Navy que en operaciones lejos de puerto necesitaran combustible.
La RFA no tuvo una importancia relevante hasta la Segunda Guerra Mundial, cuando los buques que permanecían lejos de casa durante grandes temporadas requerían de la ayuda de estos buques.
Después de demostrarse la importancia de una fuerza auxiliar en 1945, la RFA asumió el papel que le correspondía como centro de las operaciones logísticas allí donde la Royal Navy estuviera operando.
A medida que se reducían las bases en ultramar del Imperio Británico, la RFA adquirió una gran importancia en todas las tareas de rutina que realizaba la Royal Navy.
La RFA ha realizado un papel fundamental en la Segunda Guerra Mundial, la guerra de Malvinas, la Guerra del Golfo, la Guerra de Kosovo, la Campaña de Afganistán y la Segunda Guerra del Golfo.

## Equipamiento
Los buques de la Real Flota Auxiliar llevan el distintivo delante de su nombre de RFA debido a sus iniciales en inglés: Royal Fleet Auxiliary. La mayor parte del personal de estos buques es civil, aunque también se pueden encontrar miembros de la Royal Navy para operaciones militares. Todos los buques de la RFA están armados con cañones de 20 mm antiaéreos y metralletas de 7,62 mm L7 GPMG de múltiples usos del Ejército Británico.

### Buques en servicio
Buques cisterna de la flota
- RFA Wave Knight (A389)
- RFA Wave Ruler (A390)

Buques cisterna de la flota
- RFA Tidespring (A136)
- RFA Tiderace (A137)
- RFA Tidesurge (A138)
- RFA Tideforce (A139)

Buque de reabastecimiento de funciones múltiples
- RFA Fort Victoria (A387)

Entrenamiento Fuerza Aérea Embarcada y hospital
- RFA Argus (A135)

Plataforma de Aterrizaje y transporte
- RFA Lyme Bay (L3007)
- RFA Mounts Bay (L3008)
- RFA Cardigan Bay (L3009)

Buque de medidas contra minas
- RFA Stirling Castle (M01)

Buque de vigilancia oceánica
- RFA Proteus (K60)

Además de estos buques, la RFA puede utilizar otros de transporte. Son cuatro buques de clase Point y el MV Raleigh Fisher, aunque de propiedad civil, se encuentran bajo contrato con el ministerio de defensa británico lo que significa que pueden ser llamados a corto plazo para su uso militar, puesto que están diseñados para el transporte estratégico de cargas y vehículos militares en tiempos de necesidad.
- MV Hurst Point
- MV Eddystone
- MV Hartland Point
- MV Anvil Point
- MV Raleigh Fisher